# Kuil (Hoorn)
De Kuil is een straat in de binnenstad van de Noord-Hollandse stad Hoorn. De straat ligt in het verlengde van het Achterom. Aan de straat bevindt zich één rijksmonument.
De Kuil was van origine een gracht met sluis waar het water van de Zuiderzee de stad in kon stromen. In 1602 werd de Vischsteeg aangelegd tussen de Vismarkt en de Kuil, hierdoor ging de gracht dienstdoen als visopslag. In 1684 werd de Kuil overwelfd, dit gewelf stortte in 1771 in.
In 1967 werd het bejaardentehuis Westerhaven gebouwd, hiervoor werd een aanzienlijk deel van de oude bebouwing gesloopt waardoor nu alleen nog Kuil 32 als rijksmonument over is.
Aan de Kuil heeft ook een windmolen gestaan, het betrof een korenmolen tussen de huidige Paardensteeg en de Westerdijk.

## Verloop
De Kuil begint bij de Westerdijk en loopt in de richting van de Achterom. Hierbij kruist de straat met de Paardensteeg en de Wijdesteeg. Bij het kruispunt met de Proostensteeg en de De Driestal gaat de straat over in het Achterom.
Straten: ABC
· Achter de Vest
· Achter op 't Zand
· Achterom
· Achterstraat
· Appelhaven
· Baanstraat
· Bierkade
· Binnenluiendijk
· Breed
· Breestraat
· Buurtje
· Dal
· Draafsingel
· Dubbele Buurt
· G.J. Henninkstraat
· Gasfabriekstraat
· Gedempte Appelhaven
· Gedempte Turfhaven
· Gerritsland
· Gouw
· Grashaven
· Gravenstraat
· Grote Noord
· Grote Oost
· Hoge Vest
· Jeudje
· Italiaanse Zeedijk
· Keern (gedeeltelijk)
· Kerkstraat
· Kleine Noord
· Kleine Oost
· Koepoortsweg (gedeeltelijk)
· Korenmarkt
· Korte Achterstraat
· Kruisstraat
· Kuil
· Lange Kerkstraat
· Lindestraat
· Munnickenveld
· Muntstraat
· Nieuwe Noord
· Nieuwendam
· Nieuwland
· Nieuwstraat
· Noorderstraat
· Onder de Boompjes
· Oude Doelenkade
· Pakhuisstraat
· Peperstraat
· Ramen
· Scharloo
· Schuijteskade
· Slapershaven
· Spoorstraat
· Trommelstraat
· Turfhaven
· Veemarkt
· Veermanskade
· Venidse
· Vijzelstraat
· Vismarkt
· Visserseiland
· Vollerswaal
· West
· Westerdijk
· Wisselstraat
· Zon

Pleinen: De Driestal
· Kazerneplein
· Kerkplein
· Koepoortsplein
· Noorderveemarkt
· Roode Steen
· Vale Hen

Stegen: 't Glop
· Appelsteeg
· Arminiaanse Glop
· Bagijnensteeg
· Bottelsteeg
· Bottersteeg
· Broeksteeg
· Brouwerijsteeg
· Clara's Klooster
· De Zak
· Duinsteeg
· Foreestensteeg
· Geldersesteeg
· Gortsteeg
· Hanekamsteeg
· Hemelsteeg
· Hoogesteeg
· Jan Haringsteeg
· Jan van Necksteeg
· Jeroenensteeg
· Kleine Havensteeg
· Kloppoort
· Knipboogsteeg
· Mallegomsteeg
· Melknapsteeg
· Molsteeg
· Mosterdsteeg
· Nieuwsteeg
· Oosterkerksteeg
· Paardensteeg
· Paradijssteeg
· Pieterseliesteeg
· Pompsteeg
· Proostensteeg
· Schellinkhoutersteeg
· Schoolsteeg
· Schotland
· Sliep Schaar en Messteeg
· Slijksteeg
· Smelterssteeg
· Tempelsteeg
· Turfsteeg
· Watertje
· Wester St. Jansteeg
· Wijdebrugsteeg
· Wijdesteeg
· Zevenhoeksesteeg
· Zoutkeetsteeg